# Stenopogon festae
Stenopogon festae là một loài ruồi trong họ Asilidae. Stenopogon festae được Bezzi miêu tả năm 1925. Loài này phân bố ở vùng Cổ Bắc giới.